# قله (سیبری)

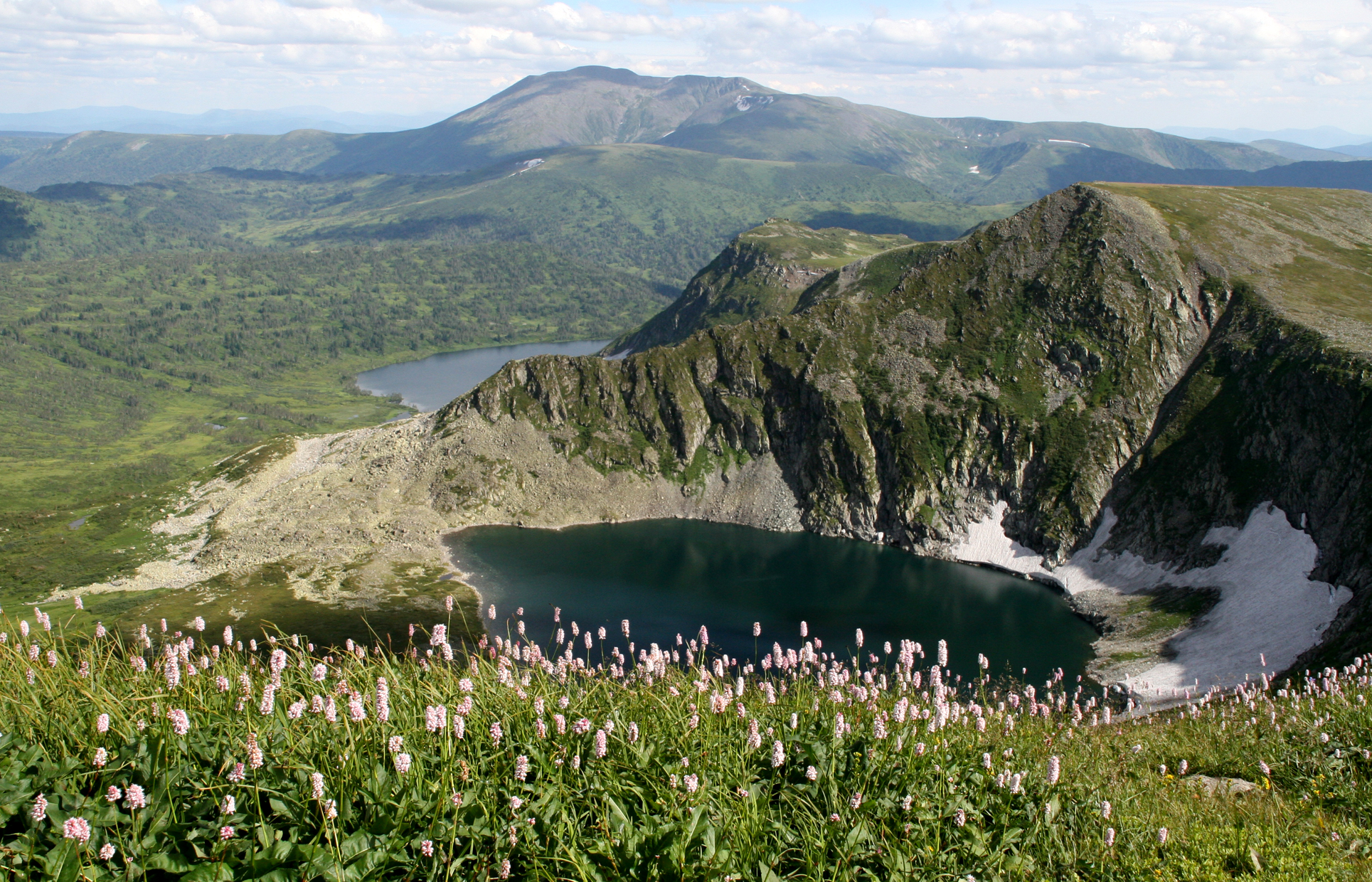
Bely Golets، Kuznetsk Alatau، روسیه

قله یا گُلِتس (به زبان روسی: Golets، جمع: Goltsy) نوعی قله کوه طاس در مناطق خاصی از سیبری است. این اصطلاح بخشی از نام جغرافیایی چندین قله در منطقه است.

## ویژگی
قله از بالای دارمرز بیرون زده و معمولاً گرد یا صاف هستند. آنها بی‌ثمر، صخره‌ای یا سنگی هستند و به ندرت ممکن است گلسنگ یا بوته‌های کوچک رشد کرده مانند کاج سیبری روی آنها رشد کنند. دامنه‌های صخره‌ای برهنه، قورمها و صخره‌ها رایج هستند. این اصطلاح معمولاً در نام قله‌های سامانه سیبری جنوبی به‌ویژه در ترانس‌بایکال و کوه‌های سایان یافت می‌شود. پهنه زیر قله‌ها معمولاً بالاترین منطقه پوشش گیاهی ارتفاعی، بالای توندرای کوهستانی کمربند آلپ.